# Terho Sakki
Terho Antero Sakki, född 15 oktober 1930 i Viborgs landskommun, död 24 oktober 1997 i Hyvinge, var en finländsk skulptör. 
Sakki studerade 1952–1954 vid Konstindustriella läroverket och 1954–1957 vid Finlands konstakademis skola. Han utförde ett stort antal offentliga skulpturer; särskilt märks det verkningsfulla Kalevalamonumentet (1973) invid Kaleva kyrka i Tammerfors och minnesstatyn över V. A. Koskenniemi i Uleåborg (1985). Han verkade även som medaljkonstnär. Han tilldelades Pro Finlandia-medaljen 1971 och professors titel 1982.